# Perodua Rusa
Il Rusa, cervo in lingua malese, è un veicolo commerciale di piccole dimensioni prodotto dalla casa automobilistica malaysiana Perodua dal 1996 al 2007.
Derivato dai modelli della Daihatsu Zebra e Hijet Maxx (la Daihatsu fa parte della compagine azionaria della Perodua) il Rusa rappresenta il primo veicolo commerciale prodotto da una casa automobilistica della Malaysia.
Il veicolo venne presentato il 6 giugno 1996 ed inizialmente era disponibile solo con motore da 1,3 L di cilindrata. Il 14 giugno dell'anno seguente venne presentata una versione dotata di motore da 1,6 L.
Il Rusa viene costruito in tre versioni: la CX con motore 1,3 L e due posti, la EX che mantiene il motore della versione precedente ma può trasportare cinque persone e la GX equipaggiata con motore da 1,6 L e con sette posti. La prima versione viene utilizzata principalmente per il trasporto di merci mentre le altre due sono destinate ad uso privato.
Il veicolo viene utilizzato anche dalla Polizia e dai Vigili del Fuoco della Malaysia.